# Coppa KOVO 2015 (maschile)
La Coppa KOVO 2015, 10ª edizione della coppa di lega sudcoreana di pallavolo maschile, si è svolta dall'11 al 19 luglio 2015: al torneo hanno partecipato 8 squadre di club sudcoreane e la vittoria finale è andata per la seconda volta ai Woori Card Hansae.

## Regolamento

### Formula
La competizione prevede due fasi, quella preliminare e quella finale:
- Nella fase preliminare le sette squadre provenienti dalla V-League e la formazione dell'esercito, il Sangmu, vengono divise in due gironi da quattro squadre, al termine dei quali le prime due classificate di ciascun girone si qualificano alla fase finale;
- Nella fase finale le formazioni qualificate si sfidano in incontri di semifinale e finale in gara unica, con gli accoppiamenti basati sul posizionamento nella fase preliminare.

### Criteri di classifica
L'ordine del posizionamento in classifica è stato definito in base a:
- Numero di partite vinte;
- Ratio dei punti realizzati/subiti;
- Ratio dei set vinti/persi.

## Squadre partecipanti
| Girone A          | Girone B           |
| ----------------- | ------------------ |
| KB Stars          | Hyundai Skywalkers |
| Korean Air Jumbos | KEPCO Vixtorm      |
| OK Rush & Cash    | Samsung Bluefangs  |
| Sangmu            | Woori Card Hansae  |

## Torneo

### Fase a gironi

#### Gruppo A

##### Risultati
| 11 luglio 2015 Cheongju Gymnasium, Cheongju Durata: 2h:25 - Spettatori: 2 513 | Korean Air Jumbos | 2 - 3 | KB Stars          | 25-27, 31-29, 27-25, 21-25, 8-15  |
| 11 luglio 2015 Cheongju Gymnasium, Cheongju Durata: 1h:20 - Spettatori: 72    | OK Rush & Cash    | 3 - 0 | Sangmu            | 25-22, 25-22, 25-22               |
| 13 luglio 2015 Cheongju Gymnasium, Cheongju Durata: 1h:22 - Spettatori: 627   | Sangmu            | 0 - 3 | Korean Air Jumbos | 25-27, 19-25, 21-25               |
| 13 luglio 2015 Cheongju Gymnasium, Cheongju Durata: 1h:49 - Spettatori: 1 775 | KB Stars          | 3 - 1 | OK Rush & Cash    | 25-20, 25-22, 22-25, 25-22        |
| 15 luglio 2015 Cheongju Gymnasium, Cheongju Durata: 2h:05 - Spettatori: 624   | KB Stars          | 3 - 2 | Sangmu            | 25-18, 21-25, 25-13, 22-25, 15-12 |
| 15 luglio 2015 Cheongju Gymnasium, Cheongju Durata: 2h:24 - Spettatori: 2 163 | OK Rush & Cash    | 3 - 2 | Korean Air Jumbos | 27-25, 25-22, 23-25, 25-27, 15-12 |

##### Classifica
| Pos. | Squadra           | G | V | P | SV | SP | Ratio | PF  | PS  | Ratio |
| ---- | ----------------- | - | - | - | -- | -- | ----- | --- | --- | ----- |
| 1    | KB Stars          | 3 | 3 | 0 | 9  | 5  | 1,800 | 326 | 294 | 1,109 |
| 2    | OK Rush & Cash    | 3 | 2 | 1 | 7  | 5  | 1,400 | 279 | 274 | 1,018 |
| 3    | Korean Air Jumbos | 3 | 1 | 2 | 7  | 6  | 1,167 | 300 | 301 | 0,997 |
| 4    | Sangmu            | 3 | 0 | 3 | 2  | 9  | 0,222 | 224 | 260 | 0,862 |

      Qualificata in semifinale.

#### Gruppo B

##### Risultati
| 12 luglio 2015 Cheongju Gymnasium, Cheongju Durata: 1h:54 - Spettatori: 2 422 | Woori Card Hansae  | 1 - 3 | Samsung Bluefangs  | 24-26, 25-19, 16-25, 21-25 |
| 12 luglio 2015 Cheongju Gymnasium, Cheongju Durata: 1h:55 - Spettatori: 3 535 | KEPCO Vixtorm      | 3 - 1 | Hyundai Skywalkers | 25-22, 23-25, 25-15, 25-23 |
| 14 luglio 2015 Cheongju Gymnasium, Cheongju Durata: 1h:25 - Spettatori: 1 099 | Samsung Bluefangs  | 3 - 0 | KEPCO Vixtorm      | 27-25, 25-21, 25-17        |
| 14 luglio 2015 Cheongju Gymnasium, Cheongju Durata: 1h:47 - Spettatori: 2 289 | Hyundai Skywalkers | 3 - 1 | Woori Card Hansae  | 25-23, 25-18, 18-25, 25-20 |
| 16 luglio 2015 Cheongju Gymnasium, Cheongju Durata: 2h:08 - Spettatori: 1 246 | Woori Card Hansae  | 3 - 1 | KEPCO Vixtorm      | 22-25, 25-19, 28-26, 25-22 |
| 16 luglio 2015 Cheongju Gymnasium, Cheongju Durata: 2h:00 - Spettatori: 3 112 | Samsung Bluefangs  | 3 - 1 | Hyundai Skywalkers | 25-22, 26-24, 22-25, 25-20 |

##### Classifica
| Pos. | Squadra            | G | V | P | SV | SP | Ratio | PF  | PS  | Ratio |
| ---- | ------------------ | - | - | - | -- | -- | ----- | --- | --- | ----- |
| 1    | Samsung Bluefangs  | 3 | 3 | 0 | 9  | 2  | 4,500 | 270 | 240 | 1,125 |
| 2    | Woori Card Hansae  | 3 | 1 | 2 | 5  | 7  | 0,714 | 272 | 280 | 0,971 |
| 3    | Hyundai Skywalkers | 3 | 1 | 2 | 5  | 7  | 0,714 | 269 | 282 | 0,954 |
| 4    | KEPCO Vixtorm      | 3 | 1 | 2 | 5  | 8  | 0,571 | 253 | 262 | 0,966 |

      Qualificata in semifinale.

### Fase finale
|  | Semifinali        | Semifinali |                |                   | Finale | Finale |  |
|  |                   |            |                |                   |        |        |  |
|  | KB Stars          | 1          |                |                   |        |        |  |
|  | KB Stars          | 1          |                |                   |        |        |  |
|  | Woori Card Hansae | 3          |                |                   |        |        |  |
|  | Woori Card Hansae | 3          |                | Woori Card Hansae | 3      |        |  |
|  |                   |            |                | Woori Card Hansae | 3      |        |  |
|  |                   |            | OK Rush & Cash | 1                 |        |        |  |
|  | Samsung Bluefangs | 1          | OK Rush & Cash | 1                 |        |        |  |
|  | Samsung Bluefangs | 1          |                |                   |        |        |  |
|  | OK Rush & Cash    | 3          |                |                   |        |        |  |

#### Semifinali
| 17 luglio 2015 Cheongju Gymnasium, Cheongju Durata: 2h:05 - Spettatori: 2 341 | KB Stars          | 1 - 3 | Woori Card Hansae | 17-25, 25-22, 25-27, 22-25 |
| 18 luglio 2015 Cheongju Gymnasium, Cheongju Durata: 1h:58 - Spettatori: 2 584 | Samsung Bluefangs | 1 - 3 | OK Rush & Cash    | 26-28, 18-25, 25-22, 20-25 |

#### Finale
| 19 luglio 2015 Cheongju Gymnasium, Cheongju Durata: 1h:54 - Spettatori: 4 357 | Woori Card Hansae | 3 - 1 | OK Rush & Cash | 25-21, 21-25, 25-17, 25-15 |

## Premi individuali
| Premio                 | Giocatore      | Squadra           |
| ---------------------- | -------------- | ----------------- |
| MVP                    | Choi Hong-suk  | Woori Card Hansae |
| Most Impressive Player | Kang Young-jun | OK Rush & Cash    |